# 1944年のNFLドラフト
1944年のNFLドラフト（1944ねんのNFLどらふと）は、1944年4月19日に開催された第9回目のNFLドラフト。フィラデルフィアのウォーウィックホテルで開催された。

## 主な指名選手
ドラフト全体1位では、ハイズマン賞を受賞したノートルダム大学のアンジェロ・バーテッリが指名された。
2巡と4巡は5チームのみに指名権が与えられた。
この年のドラフトで指名されたルー・セイバンはNFLチームのヘッドコーチとなっている。
全体2位で指名されたパット・ハーダーは1948年のシーズンMVP、1940年代オールディケイドチームに選ばれている。全体5位で指名されたスティーブ・バンビューレンは4回リーディングラッシャーとなり同じく1940年代オールディケイドチームに選ばれた。全体4位で指名されたオットー・グレアムは1951年、1953年、1955年のシーズンMVP、1950年代オールディケイドチームに選ばれた。
3巡のラルフ・ヘイウッドは第二次世界大戦、朝鮮戦争、ベトナム戦争に従軍した2人のＮＦＬ選手の1人である。2004年8月9日のホール・オブ・フェイム・ゲームではゲームボールを持って登場した。
12巡のビル・ジョスリンはアメリカ海軍に入隊、少将まで務めた。
13巡のボビー・ドブスは後にカナディアン・フットボール・リーグのカルガリー・スタンピーダーズのヘッドコーチを務めた。
15巡のジム・マイアーズはベア・ブライアントが退任し、ハイズマン賞を受賞したジョン・デビッド・クロウが卒業した直後の1958年からシーズン、テキサスA&M大学のヘッドコーチを務めた。1062年から1986年まではダラス・カウボーイズのトム・ランドリーヘッドコーチの下でアシスタントコーチを務めた。

## 指名選手一覧

### 1巡指名選手
| 指名順位 | チーム                       | 選手名                     | ポジション       | 出身大学                             |
| 1        | ボストン・ヤンクス           | アンジェロ・バーテッリ     | クォーターバック | ノートルダム大学                     |
| 2        | シカゴ・カージナルス         | パット・ハーダー           | フルバック       | ウィスコンシン大学                   |
| 3        | ブルックリン・タイガース     | クレイトン・ミラー         | ハーフバック     | ノートルダム大学                     |
| 4        | デトロイト・ライオンズ       | オットー・グレアム         | バック           | ノースウェスタン大学                 |
| 5        | フィラデルフィア・イーグルス | スティーブ・バンビューレン | ハーフバック     | LSU                                  |
| 6        | ニューヨーク・ジャイアンツ   | ビリー・ヒレンブランド     | ハーフバック     | インディアナ大学                     |
| 7        | グリーンベイ・パッカーズ     | マーブ・プレガルマン       | ガード           | ミシガン大学                         |
| 8        | ワシントン・レッドスキンズ   | マイク・ミカ               | バック           | コルゲート大学                       |
| 9        | シカゴ・ベアーズ             | レイ・エバンズ             | ハーフバック     | カンザス大学                         |
| 10       | ピッツバーグ・スティーラーズ | ジョニー・ポデスト         | テイルバック     | セントメリーズカレッジカリフォルニア |
| 11       | クリーブランド・ラムズ       | トニー・バトコビッチ       | フルバック       | パデュー大学                         |

### 2巡以降の主な指名選手
| 指名順位 | チーム                       | 選手名                     | ポジション       | 出身大学               |
| 11       | デトロイト・ライオンズ       | デイブ・シュライナー       | エンド           | ウィスコンシン大学     |
| 14       | シカゴ・カージナルス         | ジョン・グリガス           | バック           | ホーリークロス大学     |
| 18       | シカゴ・カージナルス         | ドン・カリバン             | エンド           | ボストンカレッジ       |
| 19       | デトロイト・ライオンズ       | ラルフ・ヘイウッド         | エンド           | USC                    |
| 27       | ボストン・ヤンクス           | ベイブ・ディマンチェフ     | バック           | パデュー大学           |
| 42       | クリーブランド・ラムズ       | ボブ・ウォーターフィールド | クォーターバック | UCLA                   |
| 63       | ピッツバーグ・スティーラーズ | ジェシー・フレイタス       | バック           | サンタクララ大学       |
| 66       | シカゴ・カージナルス         | レッド・コクラン           | バック           | ウェイクフォレスト大学 |
| 97       | クリーブランド・ラムズ       | ボブ・ショウ               | エンド           | オハイオ州立大学       |
| 106      | シカゴ・ベアーズ             | リン・ヒューストン         | ガード           | オハイオ州立大学       |
| 114      | ニューヨーク・ジャイアンツ   | トミー・モント             | バック           | メリーランド大学       |
| 116      | ワシントン・レッドスキンズ   | ビル・ジョスリン           | タックル         | スタンフォード大学     |
| 121      | シカゴ・カージナルス         | ボビー・ドブス             | バック           | タルサ大学             |
| 151      | ピッツバーグ・スティーラーズ | ジム・マイアーズ           | ガード           | テネシー大学           |
| 162      | フィラデルフィア・イーグルス | ジョニー・グリーン         | エンド           | タルサ大学             |

### ドラフト外入団の主な選手
| チーム                       | 選手名               | ポジション | 出身大学             |
| シカゴ・ベアーズ             | エド・スプリンクル   | OG/DE      | 海軍兵学校           |
| クリーブランド・ラムズ       | ドン・グリーンウッド | RB/QB      | イリノイ大学         |
| クリーブランド・ラムズ       | マイク・スカリー     | C/DT       | ウェインズバーグ大学 |
| フィラデルフィア・イーグルス | デューク・マロニッチ | OG/DE      | なし                 |

## 殿堂入り選手
この年のドラフトで指名された選手のうち、3名、ドラフト外入団の1名がプロフットボール殿堂入りを果たしている。
- オットー・グレアム - 1965年殿堂入り
- スティーブ・バンビューレン - 1965年殿堂入り
- ボブ・ウォーターフィールド - 1965年殿堂入り
- エド・スプリンクル - 2020年殿堂入り